# Томпсон (Манитоба)
 Томпсон  (англ. Thompson) — город на севере провинции Манитоба в Канаде. Город находится в 830 км к северу от канадско-американской границы, 739 км к северу от столицы провинции Виннипега, и 396 км к северо-востоку от города Флин-Флон.
Томпсон — второй горный центр на севере Манитобы, в котором добывают металлы никель, кобальт и медь, выплавляют и очищают их.
Город насчитывает 13 446 жителей (2006).

## История
Окрестности Томпсона были впервые заселены кочевыми индейскими охотниками ещё 6000 лет до н.е. Европейцы начали осваивать эти территории в 1896 году.
Современная история Томпсона началась в 1956 году, когда 4 февраля были обнаружены основные залежи руды после десяти лет геологоразведочных работ в регионе. Община была основана в 1957 году в соответствии с соглашением с правительством провинции Манитоба и Inco Limited. Томпсон был назван в честь председателя Inco, Джона Ф. Томпсона. Население было оценено выше, чем 26 000 жителей до рецессии в 1970 году. Томпсон был зарегистрирован как посёлок (Town) в 1967 году на столетний юбилей Канады, а в 1970 году как город (City), в королевском присутствии королевы Елизаветы II, достигнув населением 20 000.

## Преступность
За последние несколько лет Томпсон был отмечен Статистической службой Канады как самый жестокий город Канады.
24 июля 2012 года Статистика Канады опубликовала свой ежегодный рейтинг преступности, и Томпсон уже второй год подряд возглавил Индекс жестокости во всей Канаде. Томпсон имел худший уровень преступности во всей Канаде в 2008, 2010, 2011, и 2012 годах. Единственный год, в котором Томпсон занял не первое место, был 2009, когда он занял второе место и был классифицирован как второй самой жестокой город в Канаде.
 в 2011 журнал MoneySense в своем ежегодном рейтинге «Лучшие места для жизни» также заключил Томпсон как город с худшей проблемой преступности в 180 городах Канады.

## Климат
В Томпсоне отмечен субарктический климат (по классификации Кёппена), с длинными, холодными зимами и коротким, но тёплым летом. Температура от −25 °C в январе до 15,8 °C в июле, а среднегодовой является −3,2 °C. Годовое количество осадков 517 мм падает с июня по сентябрь, зимой отнюдь не лишённый осадков. Снег выпадает главным образом с октября по май, и, как правило, имеет небольшие накопления в июне и сентябре в размере 186 сантиметров в год.
| Показатель                    | Янв.  | Фев.  | Март  | Апр.  | Май   | Июнь | Июль | Авг. | Сен.  | Окт.  | Нояб. | Дек.  | Год   |
| ----------------------------- | ----- | ----- | ----- | ----- | ----- | ---- | ---- | ---- | ----- | ----- | ----- | ----- | ----- |
| Абсолютный максимум, °C       | 8,1   | 8,2   | 19,1  | 29,4  | 32,6  | 37,4 | 35,9 | 34,6 | 32,2  | 24,6  | 13,4  | 5,0   | 37,4  |
| Средний суточный максимум, °C | −19,4 | −13,7 | −5,2  | 4,9   | 13,4  | 19,7 | 22,7 | 21,0 | 12,8  | 4,3   | −7,3  | −16,7 | 3,0   |
| Средняя температура, °C       | −24,9 | −20,4 | −12,9 | −2,2  | 6,5   | 12,6 | 15,8 | 14,1 | 7,2   | 0,0   | −12   | −22   | −3,2  |
| Средний суточный минимум, °C  | −30,5 | −27   | −20,5 | −9,2  | −0,4  | 5,5  | 8,9  | 7,2  | 1,5   | −4,3  | −16,6 | −27,2 | −9,4  |
| Абсолютный минимум, °C        | −48,9 | −47,8 | −48,3 | −34,4 | −18,3 | −5,6 | −1,1 | −3,5 | −11,1 | −27,1 | −41,1 | −45,6 | −48,3 |
| Норма осадков, мм             | 18,2  | 15,9  | 20,6  | 26,0  | 44,4  | 69,4 | 86,1 | 73,9 | 62,4  | 41,4  | 32,8  | 26,3  | 517,4 |
| Источник: Environment Canada  |       |       |       |       |       |      |      |      |       |       |       |       |       |